# Dinochloa acutiflora
Dinochloa acutiflora är en gräsart som först beskrevs av William Munro, och fick sitt nu gällande namn av Soenarko. Dinochloa acutiflora ingår i släktet Dinochloa och familjen gräs. Inga underarter finns listade i Catalogue of Life.